# Sandra Roa
Sandra Viviana Roa Velandia (ur. 31 marca 1986) – kolumbijska zapaśniczka. Pięciokrotna uczestniczka mistrzostw świata, piąta w 2007. Brązowy medal na igrzyskach panamerykańskich w 2011, piąta w 2015 i ósma w 2003. Osiem medali na mistrzostwach panamerykańskich, złoto w 2004 i 2012. Najlepsza na igrzyskach igrzyskach Am.Płd w 2010, mistrzostwach Ameryki Południowej w 2013, igrzyskach Ameryki Środkowej i Karaibów w 2006 i 2010, a także na igrzyskach boliwaryjskich w 2013. Mistrzyni świata juniorów w 2006 roku.